# Красный Восток (компания)
«Красный Восток» — российская и советская пивоваренная компания, существовавшая в 1892—2006 годах и базировавшаяся в городе Казань, Республика Татарстан.

## История
В 1892 году в Казани купцом Александровым был построен Александровский пивоваренный завод, один из первых в Поволжье. Кроме пивоваренной линии завод имел собственное солодовенное производство, объём выпускаемой продукции которого в денежном эквиваленте составлял 1 253 880 рублей[прояснить]. Для производства пива хмель завозили из Германии. Производилось несколько сортов пива, такие как «Богемское», «Мюнхенское», «Баварское», а также «Русское» и «Русское чёрное».
После революции в 1917 году завод был национализирован, в 1922 году переименован в «Красный восток», к нему были присоединены в рамках одного предприятия остальные пивоваренные производства Казани. В 1936 году начинает создаваться сеть собственных точек продажи пива, сперва это были передвижные бочки или киоски, затем — собственные магазины. В дальнейшем, пиво получило огромную популярность как в Татарской АССР, так и за пределами Поволжья. Завод был одним из немногих, который не прекращал свою работу во время Великой Отечественной Войны.
В 1968—1974 годах при участии специалистов из Чехословакии и Восточной Германии был построен новый завод с лучшим из доступного оборудованием и производственной мощностью около 7,2 млн декалитров пива в год. В 1978 году было возобновлено собственное производство солода.
До начатой в 1985 году антиалкогольная кампании ежегодное производство составляло до 6,5 млн декалитров бутылочного и разливного пива, в дальнейшем началось снижение производства пива до 3 млн декалитров в год.
После распада СССР завод, преобразованный в открытое акционерное общество, переживал тяжелые времена. В условиях сильной конкуренции продажи пива «Красный Восток» резко упали. К началу 1996 года доля пива завода «Красный Восток» не превышала 50 % от общего объёма продаж в городе. Одной из причин было то, что пиво, произведенное в Москве и Санкт-Петербурге стоило дешевле. Летом производство было недостаточным, а зимой из-за сезонного падения спроса предприятие переходило на четырёхдневную рабочую неделю. Для увеличения объёмов производства и продаж при снижении всех накладных расходов проводились крупные инвестиции в модернизацию и расширение производственных мощностей, благодаря чему на заводе возобновился непрерывный рост производства. Были также созданы новые сорта пива: «Русское чёрное» и «Ак Барс».
К началу 2000 года завод вновь начал переживать трудные времена. Многие критиковали продукцию компании «Красный Восток» за одинаковый вкус пива и его низкое качество. Объёмы продаж стали падать, а в 2006 году завод был куплен турецкой пивоваренной компанией Anadolu Efes.

## Продукция
Компания «Красный Восток» выпускала следующие сорта пива:
- Красный Восток Светлое (светлый пивной напиток, 4,0 %)
- Восточная Бавария (светлое, 4,0 %)
- Красный Восток Классическое (светлый пивной напиток из светлого солода, рисовой крупы и хмеля, 4,5 %)
- Славянское (светлый пивной напиток, 4,5 %)
- Красный Восток Полутемное (полутемный пивной напиток, 4,3 %)
- Московское (светлое пиво, 4,7 %)
- Сабантуй (светлое, 4,7 %)
- Русское светлое (светлое, 4,7 %)
- Казанское светлое (светлое, 4,8 %)
- Русское черное (темное пиво, 4,9 %)
- Ак Барс (светлое, 5,4 %)
- Двойное золотое (полутемное, 5,2 %)
- Золотая Искра (светлое, 5,8 %)
- Красный Восток крепкое (светлое, 7,5 %)
- Юбилейное (светлое, 6,2 %)
- Богемское светлое (светлое, 6,6 %)
- Богемское темное (темное , 5,9 %)

## Адрес
- Открытое акционерное общество «Красный Восток», 420054, Россия, Татарстан, г. Казань, ул. Тихорецкая, д. 5.